# Caisse d'allocations familiales (France)
Pour les articles homonymes, voir Caisse d'allocations familiales et CAF.
Une caisse d’allocations familiales (« CAF » ou « CAF ») est un organisme de droit privé, à compétence départementale chargé de verser aux particuliers des prestations financières à caractère familial ou social (prestations légales), dans des conditions déterminées par la loi. La CAF accorde également des prestations dites extralégales dans le cadre de sa politique d'action sociale pour inciter et accompagner les acteurs locaux, principalement les collectivités locales et les associations, à développer des services adaptés aux besoins des familles (crèches, centres de loisirs, actions de soutien à la parentalité, animation de la vie sociale, etc.).
Depuis 1946, il existait en principe une caisse d'allocations familiales par département. Mais, en fonction de contextes locaux, certains départements avaient été dotés de deux ou plusieurs CAF. Le département du Nord comptait par exemple huit caisses. Fin 2011, une opération de fusion des caisses dites « infra-départementales » a eu lieu, terminée en 2017. Le réseau des allocations familiales est ainsi passé de 123 à 101 caisses. L’ensemble des CAF représente environ 33 000 salariés.
En 2017, la CAF a distribué 73,2 milliards d'euros de prestations sociales.

## Historique

### Origines
Officiellement en France, la dénomination caisse d'allocations familiales naît en même temps que la sécurité sociale par une ordonnance du 4 octobre 1945. Mais les origines des CAF sont plus anciennes et celle de l'assistance aux mères encore plus, avec les Sociétés de Charité maternelle, dont la première fut créée en 1788, dans la lignée de la Société Philanthropique. Les Sociétés de Charité maternelle avaient pour seul objectif l'assistance, financière ou en nature, aux mères pauvres pendant leur grossesse et la petite enfance de leurs nouveau-nés.
Les premières traces d'un supplément de revenu lié aux charges de famille remontent à une circulaire du Second Empire, en 1860, qui octroyait aux marins une indemnité de 10 centimes par jour et par enfant. En 1891, le patron d'une filature champenoise, Léon Harmel, verse, par l'intermédiaire d'une « caisse de famille » gérée par une commission ouvrière, un « supplément familial de salaire » à ses employés qui ont charge d'enfants. Cependant, cette pratique reste anecdotique (en 1914, seules 40 entreprises en France versent ce type d'allocations à leurs salariés) jusqu'à la création, en 1918 de caisses de compensation par Émile Marcesche à Lorient ou Émile Romanet à Grenoble. Ces caisses, ancêtres des CAF, se multiplient alors pour atteindre environ 200 dans les années 1930, bien que l'affiliation des employeurs reste non obligatoire. En 1929, après un premier projet élaboré par Blain, un second projet de généralisation des allocations familiales est établi par l'avocat Maurice Eblé, avec la commission de législation de la CFTC ; ce projet est repris ensuite en proposition de loi par Jean Lerolle et voté. En 1931, à l'initiative d'Adolphe Landry, la chambre des députés vote une proposition de loi qui généralise les indemnités pour charges de famille des salariés de la fonction publique. Puis une loi du 11 mars 1932, intégrée au code du travail, fait obligation aux employeurs privés de l'industrie, du commerce, de l'agriculture et des professions libérales de s'affilier et de cotiser à une caisse de compensation qui verse des allocations familiales aux ouvriers et employés.
Cette loi constitue la première intervention des pouvoirs publics dans le domaine de la protection familiale. Sont fixés le principe du droit à des allocations proportionnelles aux charges de famille, le principe de l'agrément des caisses de compensation par l'État et les modalités de cet agrément, l'obligation de cotisation des employeurs à une caisse commune (ou à défaut, le versement d'allocations familiales par un service agréé), quelques conditions d'obtention des allocations, conditions relatives aux bénéficiaires et aux enfants concernés (nécessité pour le bénéficiaire d'être ou avoir été salarié, âge limite et activité des enfants, nature des liens les unissant...), un montant minimal de prestations par département, soit pour l'ensemble des professions, soit par catégorie professionnelle ainsi que le principe d'incessibilité et d'insaisissabilité des allocations. Des pénalités sont prévues pour les employeurs contrevenant à la loi. Concrètement, cette loi met du temps à être appliquée intégralement : à la fin de l'année 1936, il n'y a qu'un peu plus d'un million d'allocataires sur les six millions de salariés possiblement concernés. D'autre part, cette loi ne règle pas les disparités en ce qui concerne les taux de cotisation des employeurs ou les montants versés aux allocataires. Les décrets d'application sont publiés lentement (c'est seulement en 1938 qu'on atteint cinq millions quatre cent mille salariés couverts) et des modifications sont apportées par étapes :
- décrets-lois des 31 mars et 14 juin 1938 :
  - ils étendent le bénéfice des allocations familiales à l'ensemble des agriculteurs (exploitants compris) et aux artisans (sous conditions de ressources).
  - ils en assurent une partie du financement par des impôts et non plus seulement par des cotisations (taxes additionnelles sur la circulation des boissons alcoolisées, sur la mouture du blé et sur l'abattage des animaux de boucherie).
- décret-loi du 12 novembre 1938 :
  - le taux des allocations familiales devient proportionnel au salaire moyen départemental (5 % pour le premier enfant, 10 % pour le deuxième et 15 % pour chacun des suivants) indépendamment de la catégorie professionnelle.
  - ces taux sont majorés pour les familles ne disposant que d'un seul salaire (future allocation de salaire unique).
  - toute caisse non agréée est dissoute et un fonds national est créé afin d'assurer un équilibre financier entre les caisses. Ce fonds est alimenté par des cotisations de l'ensemble des caisses et géré par la caisse des dépôts et consignations.
  - si l'enfant est élevé dans de mauvaises conditions (alimentation, logement, hygiène), les allocations familiales peuvent être suspendues par les caisses de compensation[11].
- décret-loi du 29 juillet 1939, dit code de la famille, dont les mesures visent ouvertement à favoriser la natalité[12] :
  - il étend le bénéfice des allocations familiales à tous les Français exerçant une activité professionnelle sans condition de ressources.
  - il en augmente fortement le montant à partir du troisième enfant (le taux passe à 30 % du salaire moyen départemental pour trois enfants, à 50 % pour quatre et 70 % pour cinq[13]).
  - en contrepartie partielle, les allocations familiales sont supprimées pour le premier enfant à charge (pour le deuxième, le taux est inchangé, à 10 % du salaire moyen départemental).
  - mais il institue une prime à la naissance pour le premier enfant à condition qu'il naisse dans les deux ans qui suivent le mariage. Elle est versée en deux fois, à la naissance puis aux six mois de l'enfant.
  - il institue une « allocation pour la femme au foyer » de 10 % du salaire moyen départemental, versée jusqu'aux 5 ans de l'enfant unique ou jusqu'aux 14 ans du dernier enfant si elle en a plusieurs.
  - il crée un « Fonds National de surcompensation », alimenté par des versements de l'État afin de suppléer à l'absence de cotisations en faveur de certains bénéficiaires non salariés.

Le régime de Vichy, entre juillet 1940 et août 1944, malgré de nombreuses lois touchant à la politique familiale, n'apporte pas de modifications essentielles à l'organisation et au fonctionnement des caisses de compensation. Il se contente d'élargir le champ des bénéficiaires par l'extension du bénéfice des allocations à certaines catégories : chômeurs (1940), malades (1941), veuves et femmes de prisonniers (1942), affine la tutelle aux allocations familiales (18 novembre 1942) ébauchée par le code de la famille de 1939, subordonne le versement des allocations à la production d'un certificat de scolarité pour les enfants (loi Gounod du 29 décembre 1942) et crée, le 14 août 1943, un organisme national chargé de la coordination des caisses de compensation (la Chambre syndicale des caisses d'allocations familiales, amorce de la Cnaf qui verra officiellement le jour en 1967). D'autre part, il ne revalorise pas le montant des prestations proportionnellement à la hausse des prix, pour des motifs financiers (appauvrissement du pays) et politiques (oppositions germaniques).

### Naissance des CAF
Elle est officialisée par l'ordonnance du 4 octobre 1945.

## Missions
Les CAF sont investies d'un double rôle : le versement de revenus tels que les prestations familiales ou les prestations sociales pour le compte de collectivités publiques, ainsi que la mise en œuvre d'une action sociale destinée aux allocataires, financée par le Fonds national d’action sociale.
Ces missions des CAF s'orientent autour des quatre grands axes suivants :
- la petite enfance,
- l'enfance et la jeunesse,
- le logement et le cadre de vie
- la solidarité et l'insertion[16].

Les CAF versent au total neuf prestations familiales distinctes aux familles allocataires. Les conditions d’attributions varient en fonction des prestations, telles que les conditions de ressources ou encore la structure familiale. L’action sociale des CAF se dirige vers les modes de garde de la petite enfance, le temps libre, les loisirs, le logement et l’habitat et le soutien à la parentalité, avec des variations entre caisses locales. Elle se décline en trois modalités : attribution d'aides financières directes aux familles (aides aux vacances...), gestion d'équipements ou de services (centres sociaux ou travailleurs sociaux), subventions à des partenaires qui assurent les services aux familles (crèches, centres de loisirs...).
Toutefois, certains organismes ou services peuvent être autorisés, par décret, à servir les prestations relevant ordinairement de la CAF aux salariés agricoles et aux personnels de l’État.

## Organisation et fonctionnement

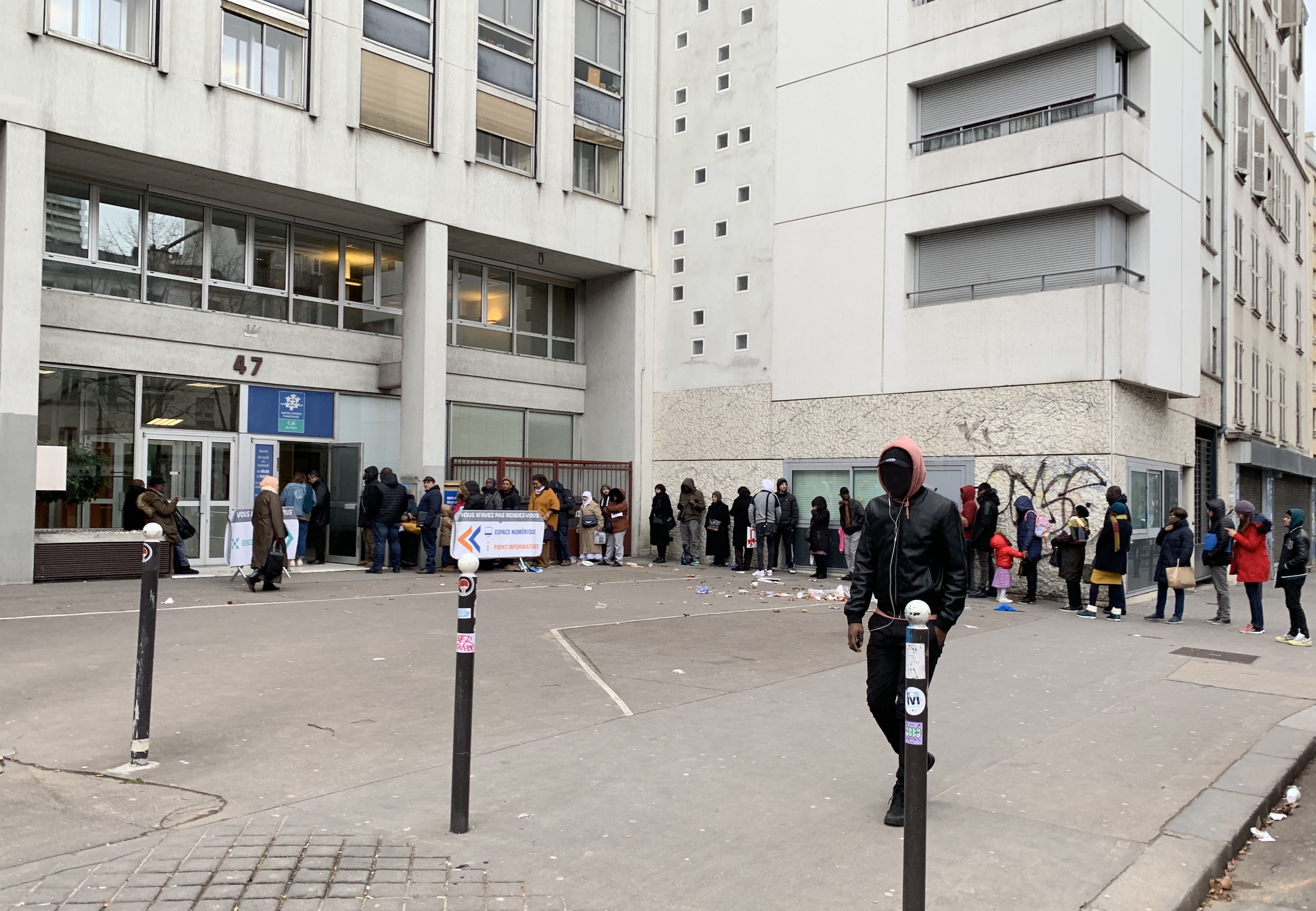
Caisse d'allocations familiales du de Paris (2019).

Chaque caisse d’allocations familiales est administrée par un conseil d’administration de 24 membres (26 dans les DOM), renouvelé tous les cinq ans et comprenant :
- 8 représentants des assurés sociaux désignés par les organisations syndicales de salariés interprofessionnelles représentatives sur le plan national ;
- 8 représentants des employeurs et travailleurs indépendants à raison de :
  - 5 représentants des employeurs désignés par les organisations professionnelles nationales d’employeurs représentatives ;
  - 3 représentants des travailleurs indépendants désignés par les institutions ou les organisations professionnelles des travailleurs indépendants les plus représentatives sur le plan national ;
- 4 représentants des associations familiales désignés par l’union départementale des associations familiales ; la désignation est effectuée par l’Union nationale des associations familiales si, dans la circonscription de la caisse régionale, il n’existe pas d’union départementale ou si, en cas de pluralité d’unions départementales dans cette circonscription, elles ne sont pas parvenues à un accord ;
- 4 personnes qualifiées dans les domaines d’activité des caisses d’allocations familiales et désignées par l’autorité compétente de l’État ;
- 2 représentants des exploitants agricoles dans les DROM.

Siègent également, avec voix consultative, trois représentants du personnel élus dans des conditions fixées par décret ainsi que le directeur et l’agent comptable de l’organisme.
Le conseil d’administration établit les statuts et le règlement intérieur de l’organisme, vote les budgets, contrôle l’application des dispositions législatives et réglementaires ainsi que l’exécution de ses propres décisions, nomme les agents de direction, notamment un directeur et un agent comptable qui sont indispensables, approuve (ou non) les comptes de l’organisme. Il élit en son sein un président, dont le mandat est limité à un seul renouvellement, et peut désigner des commissions auxquelles il délègue une partie de ses attributions (par exemple : commission de recours amiable, commission des marchés, commission sociale, commission logement).
Pour être nommés directeur ou agent comptable, les postulants doivent figurer sur une liste d’aptitude établie annuellement et publiée au journal officiel et avoir reçu l’agrément de l’autorité compétente (services ministériels). Le directeur assure le fonctionnement de l’organisme, il a compétence exclusive en matière de personnel et d’organisation du travail, il est l’ordonnateur des dépenses et des recettes et constate les créances et les dettes. L’agent comptable, placé sous l’autorité administrative du directeur, est responsable personnellement et pécuniairement des opérations d’encaissement et de paiement. Il établit les comptes de l’organisme qui sont ensuite arrêtés par le directeur et soumis à l’approbation du conseil d’administration.

## Prestations légales
Les prestations familiales sont non imposables, mais soumises à la contribution pour le remboursement de la dette sociale à l'exception des minima sociaux tels le RSA, l'AAH et anciennement l'API et le RMI. Leur montant est fixé par les textes législatifs en pourcentage de la Base mensuelle de calcul des Allocations Familiales.
Elles sont en principe incessibles et insaisissables sauf :
- en cas de fraude ou fausse déclaration ;
- pour le paiement des dettes alimentaires ou l'exécution de la contribution aux charges du mariage et liées à l'entretien des enfants ou le recouvrement des créances pour l'entretien de enfants ;
- pour le paiement des frais pour l'enfant handicapé.

Sauf exception, les prestations familiales sont versées mensuellement et à terme échu  et sont dues à partir du premier jour du mois civil qui suit celui au cours duquel les conditions d'ouverture du droit sont remplies. Elles cessent d'être dues à partir du premier jour du mois civil au cours duquel les conditions ne sont plus remplies  Sous réserve des règles particulières à chaque prestation, la prescription est biennale, sauf en cas de fraude.
Les caisses d’allocations familiales versent les prestations suivantes,
| Aide                                                      | Nombre de bénéficiaires |
| --------------------------------------------------------- | ----------------------- |
| prestation d'accueil du jeune enfant                      | 2 008 000               |
| allocations familiales                                    | 5 091 000               |
| complément familial                                       | 906 000                 |
| allocation de soutien familial                            | 813 000                 |
| allocation de rentrée scolaire                            | 3 132 000               |
| allocation forfaitaire versée en cas de décès d'un enfant |                         |
| allocation journalière de présence parentale              | 10 000                  |
| allocation journalière du proche aidant                   |                         |

Par ailleurs, les CAF versent aussi des prestations financées par d’autres organisations. Il s’agit : 
- d’aides au logement (financé par le fonds national d'aide au logement[30] et indirectement principalement par le budget de l'État) ;
- des minima sociaux, tels que le revenu de solidarité active (département), l’allocation aux adultes handicapés, l'allocation d'éducation de l'enfant handicapé (Branche autonomie[31]), ainsi que la prime d'activité.

Inversement, les congé de paternité, versés par l’ensemble des régimes d’assurance maladie, sont pris en charge par la branche Famille.
Enfin les organismes des prestations familiales peuvent verser une allocation de soutien familial à titre d'avance sur créance alimentaire, lorsque l'un au moins des parents se soustrait totalement au versement d'une créance alimentaire ou peuvent se charger de l'intermédiation financière des pensions alimentaires.

## Différents programmes et contrats
En plus des aides directes, les CAF interviennent dans le pilotage et financement de différents programmes dont les Promeneurs du Net.

## Bilan financier
Ce tableau présente l’évolution du solde de la branche famille du régime général, :
| Année                     | 1998 | 1999 | 2000 | 2001 | 2002 | 2003 | 2004 | 2005 | 2006 | 2007 | 2008 | 2009 | 2010 | 2011 | 2012 | 2013 | 2014 | 2015 | 2016 |
| Solde (milliards d’euros) | -0,2 | 0,2  | 1,5  | 1,7  | 1    | 0,4  | -0,4 | -1,3 | -0,9 | 0,2  | -0,3 | -1,8 | -2,7 | -2,6 | -2,5 | -3,2 | -2,7 | -1,5 | -1,0 |

### Non-recours aux prestations proposées par la CAF
Une grande partie des allocations prévues n'atteignent pas leurs bénéficiaires et constituent autant d'économies budgétaires effectuées au détriment des ayants droit.
Ce non-recours aux aides sociales est dû à de multiples facteurs comme la non-connaissance, la non-demande, la non-réception et la non-proposition. Ainsi, près de 66 % et 62 % des publics respectivement éligibles au RSA activité ou à l'ALS, ou 30 % des titulaires putatifs d'une carte d'invalidité, n'accédaient pas aux prestations dues en 2014. Les sommes provisionnées ainsi par les CAF sont sans commune mesure avec les dépenses imputées à la "fraude sociale".
Pour pallier le non-recours, les CAF mettent en place des rendez-vous spécifiques pour les personnes en situation de précarité ou adressent des courriers pour alerter sur les droits. Ce type de rendez-vous est mis en place à partir de 2014.

### Fraudes
En 2018, la Caisse nationale d'allocations familiales recense 32 000 fraudeurs impliqués dans près de 45 000 dossiers falsifiés. Le montant de la fraude est estimé à 304,6 millions d'euros. Ce chiffre a plus que doublé depuis 2013. Vincent Mazauric, ancien directeur général de la Cnaf, estime que ces chiffres sont dus au fait que « la fraude est mieux recherchée et donc mieux détectée », le phénomène ne représentant « que 0,35% des allocataires ».
En 2022, 48 692 fraudes ont été repérées – + 11,6 % sur un an – pour un montant de 351 millions d’euros contre 309 millions en 2021, soit une hausse de 13,5 %. Depuis 2014, les fraudes ont augmenté de 67,6 %. Le revenu de solidarité active (RSA) regroupe 60 % des indus. Moins de 10 % des fraudes (4 322) ont fait l’objet d’un dépôt de plainte.

## Liste des CAF
Il existe 101 caisses d’allocations familiales sur le territoire français, soit une par département (sauf exception), contre 123 avant la Convention d’objectifs et de gestion 2009-2012, signée entre l’État et la Cnaf, fixant une réduction du nombre des CAF à une seule par département pour fin 2011. Parmi les fusions, on trouve les différentes caisses du Nord (8 caisses auparavant), de la Seine-Maritime (4 caisses auparavant) en octobre et novembre 2011, de l'Aisne, de l'Ardèche, du Doubs, du Finistère, de l'Hérault, de l'Isère, de la Loire, du Maine-et-Loire, du Rhône, de l'Oise et du Pas-de-Calais.

## Polémique
Fin décembre 2022, Radio France dévoile à la suite d'une enquête qu'un système de notation a été mis en place par la CAF, sous forme de « score de risque ». La Quadrature du Net, après avoir enquêté sur l'algorithme de notation, dénonce qu'il vise les plus précaires et souhaite que soit mis un terme à l'utilisation de cet algorithme de scoring. En Octobre 2024, un collectif d'associations dépose un recours devant le Conseil d’État afin d’obtenir le retrait de l’algorithme de détection automatique utilisé par la CAF pour ses contrôles.
Le 25 janvier 2023, la CAF publie sur son site internet un article sur l'identité transgenre. Des dizaines d'intellectuels, d'universitaires et de professionnels de santé réagissent et signent une lettre ouverte adressée au ministère de la Santé demandant le retrait de cette publication.  Les signataires de la lettre ouverte dénoncent notamment le fait que seules des personnes trans et militantes soient interrogées dans cette publication. Par la suite, le site de la CAF est « discrètement modifié » et deux ajouts significatifs sont apportés au texte. Le premier rappelle les « conséquences importantes, sinon irréversibles, d'une transition de genre, et à proposer en premier lieu un accompagnement psychologique ». L'article fait également mention d'une démarche lancée par le ministre auprès de la Haute Autorité de santé (HAS), afin d'aboutir à des recommandations.